# Сенатор (консул 436 г.)
Флавий Сенатор (на латински: Flavius Senator) е политик и дипломат на Източната Римска империя през 5 век.
През 436 г. Сенатор е консул заедно с Антемий Изидор. През 442/443 г. той е изпратен от източния римски император Теодосий II при краля на хуните Атила.